# WPA-9-Ball-Weltmeisterschaft der Junioren 2013
Die WPA-9-Ball-Weltmeisterschaft der Junioren 2013 war die 22. Auflage der Junioren-Weltmeisterschaft in der Poolbillarddisziplin 9-Ball. Sie fand vom 9. bis 12. Dezember 2013 im Gold Reef City Casino in Johannesburg in Südafrika statt.
Weltmeister wurde der Taiwaner Ko Ping-chung durch einen 8:5-Sieg gegen den Polen Sebastian Batkowski. Die Russin Natasha Serosthan gewann das Finale der Juniorinnen gegen Yuki Hiraguchi aus Japan mit 6:2.

## Medaillengewinner
| Disziplin   | Gold              | Silber              | Bronze                 |
| ----------- | ----------------- | ------------------- | ---------------------- |
| Junioren    | Ko Ping-chung     | Sebastian Batkowski | Aloysius Yapp          |
| Junioren    | Ko Ping-chung     | Sebastian Batkowski | Daniel Schneider       |
| Juniorinnen | Natasha Serosthan | Yuki Hiraguchi      | Wu Zhi-ting            |
| Juniorinnen | Natasha Serosthan | Yuki Hiraguchi      | Kateryna Polowyntschuk |

## Junioren
Ab dem Viertelfinale wurde im K.-o.-System gespielt. Die acht Teilnehmer dieser Runde wurden im Doppel-K.-o.-System ermittelt.

|  | Viertelfinale       | Viertelfinale       |                  |   | Halbfinale | Halbfinale |  |  | Finale | Finale |
|  |                     |                     |                  |   |            |            |  |  |        |        |
|  | Ko Ping-chung       | 8                   |                  |   |            |            |  |  |        |        |
|  | Brendan Crockett    | 5                   |                  |   |            |            |  |  |        |        |
|  | Brendan Crockett    | 5                   | Ko Ping-chung    | 8 |            |            |  |  |        |        |
|  |                     |                     | Ko Ping-chung    | 8 |            |            |  |  |        |        |
|  |                     | Aloysius Yapp       | 4                |   |            |            |  |  |        |        |
|  | Sergio Rivas        | Aloysius Yapp       | 4                | 2 |            |            |  |  |        |        |
|  | Sergio Rivas        |                     |                  | 2 |            |            |  |  |        |        |
|  | Aloysius Yapp       | 8                   |                  |   |            |            |  |  |        |        |
|  |                     |                     | Ko Ping-chung    | 8 |            |            |  |  |        |        |
|  |                     | Sebastian Batkowski | 5                |   |            |            |  |  |        |        |
|  | Daniel Guttenberger | 3                   |                  |   |            |            |  |  |        |        |
|  | Daniel Schneider    | 8                   |                  |   |            |            |  |  |        |        |
|  | Daniel Schneider    | 8                   | Daniel Schneider | 4 |            |            |  |  |        |        |
|  |                     |                     | Daniel Schneider | 4 |            |            |  |  |        |        |
|  |                     | Sebastian Batkowski | 8                |   |            |            |  |  |        |        |
|  | Nino Andreuzzi      | Sebastian Batkowski | 8                | 6 |            |            |  |  |        |        |
|  | Nino Andreuzzi      |                     |                  | 6 |            |            |  |  |        |        |
|  | Sebastian Batkowski | 8                   |                  |   |            |            |  |  |        |        |

## Juniorinnen
Ab dem Halbfinale wurde im K.-o.-System gespielt. Die vier Teilnehmer dieser Runde wurden im Doppel-K.-o.-System ermittelt.

|  | Halbfinale             | Halbfinale |                |                   | Finale | Finale |
|  |                        |            |                |                   |        |        |
|  |                        |            |                |                   |        |        |
|  | Kateryna Polowyntschuk | 2          |                |                   |        |        |
|  | Yuki Hiraguchi         | 6          |                |                   |        |        |
|  |                        |            | Yuki Hiraguchi | 2                 |        |        |
|  |                        |            |                | Natasha Serosthan | 6      |        |
|  | Wu Zhi-ting            | 5          |                |                   |        |        |
|  | Natasha Serosthan      | 6          |                |                   |        |        |
|  |                        |            |                |                   |        |        |